# Macaron Memories
『Macaron Memories』（マカロン・メモリーズ）は、アメリカ合衆国ワシントンD.C.出身の歌手、ダイアナ・ガーネットとLuminの楽曲。
ダイアナのメジャー9枚目のオリジナルシングル（6枚目のデジタルシングル、5枚目のコラボシングル）、Luminの1枚目のオリジナルシングル（1枚目のデジタルシングル）。
2023年12月29日に発売。発売元はAutodidactic Studios。

## 概要
前作「穢れた道への闘い」から2ヵ月でのリリースで、ダイアナ・ガーネットの8枚目アニメタイアップシングル。Waterflameとpftqが編曲プロデューサー、ダイアナが歌、歌詞、作曲及びボーカルアレンジも参加、Autodidactic Studiosが制作協力した。
ジャケットは、miHoYo原神AUネットアニメ『Cyber Fontaine: The Last Bakery』の背景を表す。

### タイアップ
- タイトル曲の「平和賛歌」は、miHoYo原神AUネットアニメ『Cyber Fontaine: The Last Bakery』（制作：Dillongoo Studios[4]）主題歌[5][6]。
- 2023年12月30日、発売にあたり、タイトル曲の「Macaron Memories」は、原神同人特別番組「HoYoFair2024 『原神』＆『崩壊：スターレイル』年越し同人特別番組」（YouTube）に含め放送されたネットアニメ『Cyber Fontaine: The Last Bakery』のにてティーザー版が放送された[5]。
- 2023年12月30日、ミュージックビデオは「YouTube」にAutodidactic Studiosのチャンネルにて特番が放送された。[7] ミュージックビデオには、ネットアニメ『Cyber Fontaine: The Last Bakery』の舞台を表す。

## 収録曲
1. Macaron Memories [2:17]
  - 作詞・作曲：ダイアナ・ガーネット、編曲：Waterflame (Autodidactic Studios)／pftq (Autodidactic Studios)
  - miHoYo原神AUネットアニメ『Cyber Fontaine: The Last Bakery』主題歌。[5][6]
  - Autodidactic Studiosのオリジナルサウンドトラックアルバム『The Last Bakery (OST)』にて収録された。

## 参加アーティスト
- ダイアナ・ガーネット - 歌詞・作曲、ボーカル
- Waterflame (Autodidactic Studios) - 編曲、プロデュース
- pftq (Autodidactic Studios) - 編曲、プロデュース、ミックス、マステリング
- Kazu - ミックス

## 収録アルバム
- Autodidactic Studios『The Last Bakery (OST)』